# Zając białoogonowy
Zając białoogonowy, dawniej zając Townsenda (Lepus townsendii) – gatunek ssaka z rodziny zającowatych (Leporidae), występujący w zachodniej i środkowej części Ameryki Północnej.

## Taksonomia
W 1839 roku amerykański przyrodnik John Bachman po raz pierwszy opisał zająca białoogonowego, nadając mu nazwę Lepus townsendii od nazwiska amerykańskiego przyrodnika Johna Kirka Townsenda, któremu przypisał odkrycie gatunku. Radziecki teriolog Aleksiej Guriejew w 1964 roku umieścił gatunek w podrodzaju Proeulagus, zaś rosyjski paleontolog Aleksandr Awierjanow w 1998 roku w podrodzaju Eulagos. Rozpoznano dwa podgatunki: L. townsendii townsendii występujący na zachód od Gór Skalistych i L. townsendii campanius występujący na wschód od Gór Skalistych.

## Morfologia
Długość ciała (bez ogona) 440–700 mm, długość ogona 66–105 mm, długość ucha 100–113 mm, długość tylnej stopy 130–170 mm; masa ciała 2,179–4,4 kg. Samice są o 1–7% większe od samców.
Zając białoogonowy należy do największych północnoamerykańskich zajęcy i charakteryzuje się przede wszystkim uszami znacznie dłuższymi od głowy, brakiem ciemnego ubarwienia górnej części ogona i na linii zadu. Spencer Fullerton Baird opisywał go jako jedyny gatunek dużego zająca zmieniającego kolor futra na całkowicie biały w okresie zimowym. Ogon jest bardzo długi, nogi długie i krępe, dobrze owłosione od spodu. Uszy są około jednej piątej dłuższe od głowy. 

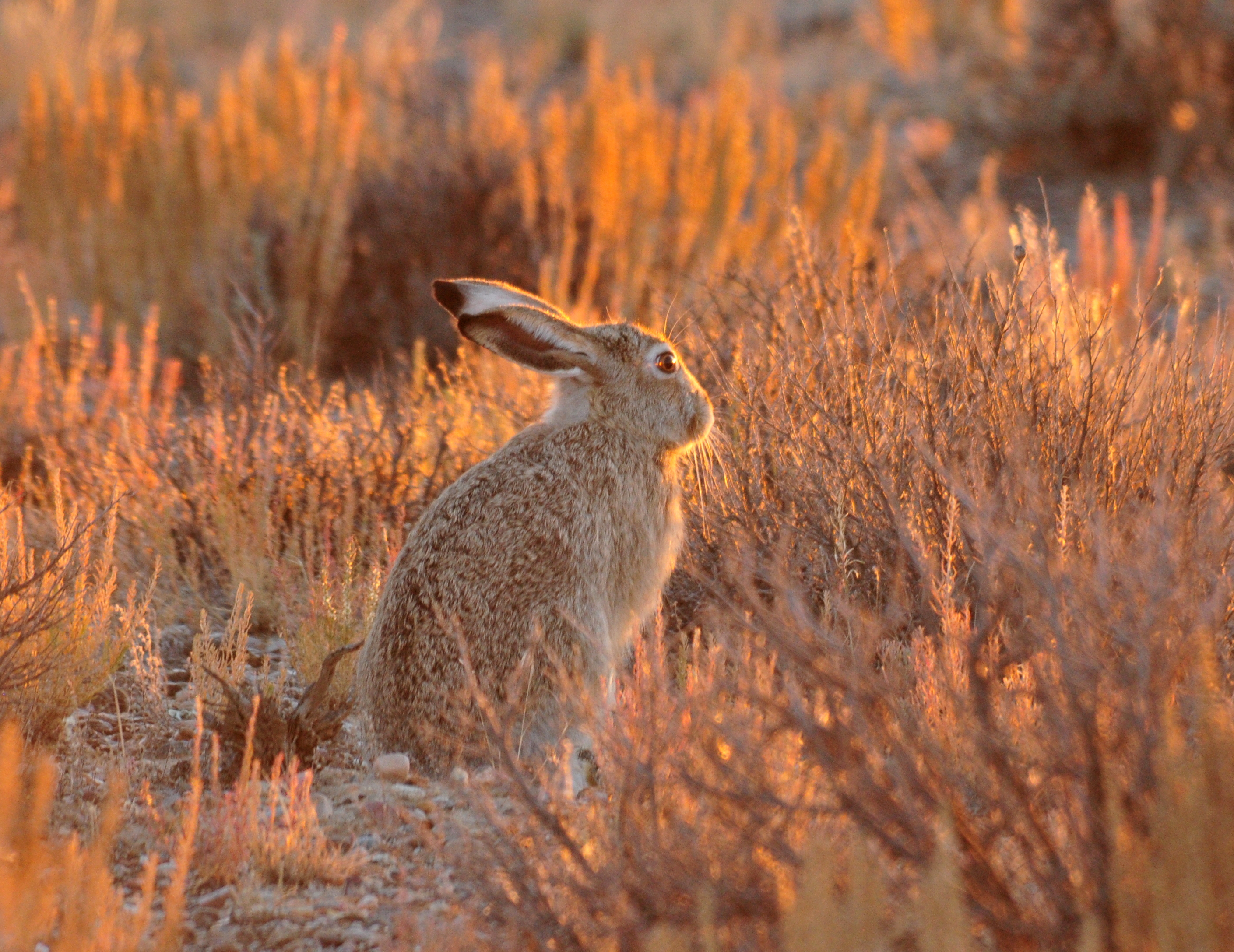
Zając białoogonowy w szacie letniej w Rezerwacie Seedskadee

W okresie letnim (lub całorocznie na terenach o cieplejszym klimacie) futro zająca białoogonowego jest żółtawe lub siwobrązowe. Ogólny kolor górnych części ciała i pośladków jest bladożółtawoszary, zmieszany z ciemnym brązem. Włosy są jasnopopielate u nasady, stopniowo przechodzące w bladoczerwony lub rdzawoszary, a na końcu zakończone na niewielkim obszarze ciemniejszym brązem lub czernią. Występują liczne dłuższe włosy, które są całkowicie czarne. Boki są bardziej niezmieszane z popielatym szarym. Górna część klatki piersiowej i gardło są szare, z lekko rdzawym odcieniem. Przednia powierzchnia przednich nóg, z zewnętrznymi powierzchniami tylnych nóg, podobnie spodnia powierzchnia głowy, powieki, brzuch i ogon są dymnobiałe. W niektórych regionach ogon ma cienki popielaty pas u góry. Boki i końce pyska są zabarwione na rdzawo. Spodnia powierzchnia stóp jest szarobrązowa. Kark i tył szyi są szarawe na linii środkowej, kolor ten idzie w górę i zajmuje całą wewnętrzną powierzchnię uszu i jego tylny brzeg, z wyjątkiem ich czubków, gdzie są one sadzowo-brązowe bądź czarne. W okresie zimowym futro jest w całości białe za wyjątkiem czarnych końcówek uszu. Ze wszystkich części ciała jedynie ogon ma stały kolor przez cały rok, tj. biały.

## Zasięg występowania
Zając białoogonowy występuje w zachodniej i środkowej części Ameryki Północnej. Zasięg występowania obejmuje Kolumbię Brytyjską, Albertę, Saskatchewan, Manitobę i Ontario w Kanadzie oraz Waszyngton, Oregon, Kalifornię, Nevadę, Utah, Idaho, Montanę, Wyoming, Kolorado, Nowy Meksyk, Dakotę Północną, Dakotę Południową, Nebraskę, Kansas, Minnesotę, Wisconsin, Iowa, Missouri i Illinois w Stanach Zjednoczonych. Występuje na równinach i preriach oraz na alpejskich łąkach z rozproszonymi drzewami iglastymi na wysokości do około 3000 m n.p.m. w Kolorado.

## Ekologia

### Siedlisko
Głównym siedliskiem są otwarte prerie i równiny, ale populacje rozciągają się na nieużytki Dakoty i na tereny górskie wśród rozproszonych wiecznie zielonych roślin na wysokości w Kolorado. W Iowa występują najliczniej na niedawno zlodowaconych glebach, a mniej na zachodzie. W południowym Kolorado najbardziej są preferowane siedliska od trawiastych terenów, szałwii, zarośli po łąki. Łąki były bardziej wykorzystywane jesienią po zbiorach, a zimą odnotowano wykorzystanie krzewów jako osłony i otwartych grzbietów do podróżowania. Wcześniej utrzymywano, że zające białoogonowe dobrze adaptują się w areałach z rozwiniętym rolnictwem, ale spadek populacji zajęcy wydaje się obecnie powszechny.

### Tryb życia i rozród

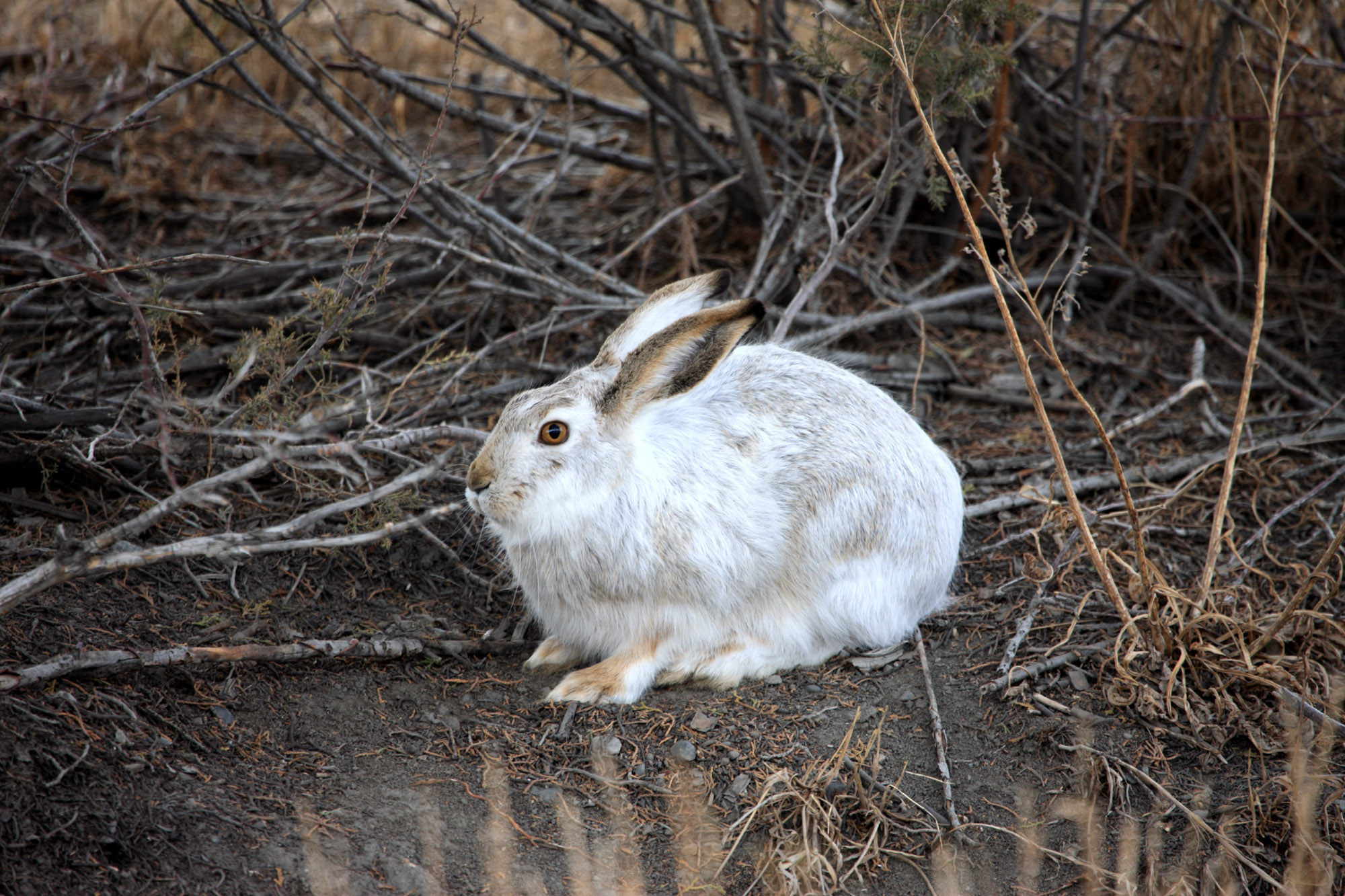
Zając białogonowy w szacie zimowej w Yellowstone

Zające białoogonowe prowadzą nocny tryb życia, spędzają dzień w formach i zaczynają żerować popołudniu; szczyt aktywności przypada na godzinę między 22.00 a 01.00, a większość aktywności kończy się o 03.00–04.00 nad ranem. Zimą zagrzebują się w zaspach śnieżnych, szukając schronienia, i wykorzystują krzewy i drzewa jako osłonę. Zające często gromadzą się wtedy w ulubionych miejscach żerowania. Prowadzą samotniczy tryb życia, z wyjątkiem sytuacji, gdy w okresie rozrodczym kilka samców zaleca się do samicy. Zachowanie godowe jest podobne do zachowania zająca wielkouchego z tym wyjątkiem, że zachowanie polegające na skakaniu jest bardziej wyraźne. W miotach rodzą się cztery do pięciu młodych, w płytkim zagłębieniu w ziemi, ukrytym wśród roślinności.

### Zależności międzygatunkowe
Zając białoogonowy jest nieco większy od zająca wielkouchego, a w miejscach, gdzie zasięgi ich występowania się pokrywają, występują między nimi podziały ze względu na siedlisko – pierwszy z nich żyje na większych wysokościach, a drugi w bardziej suchych siedliskach nizinnych.

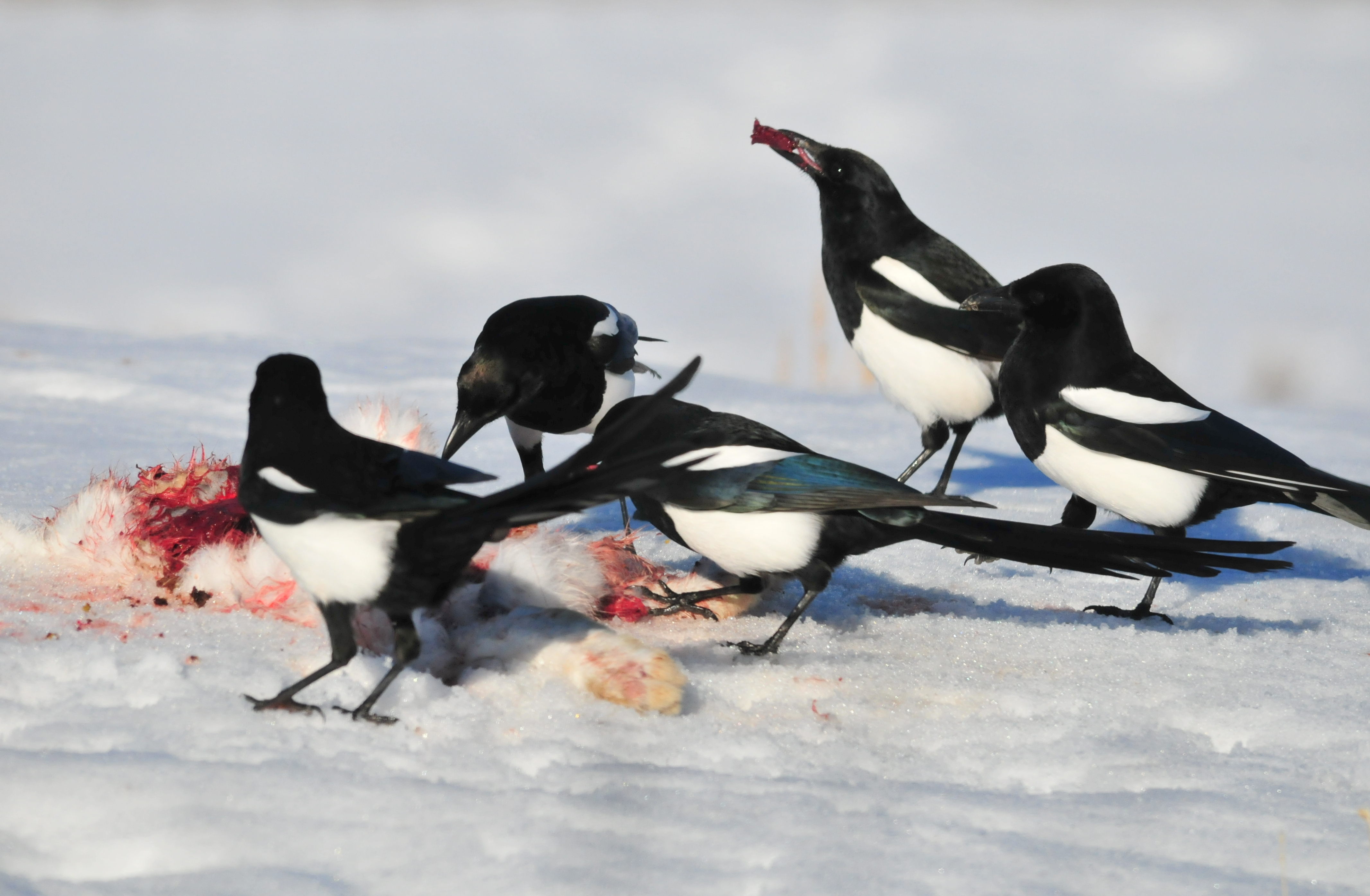
Sroki czarnodziobe pożywiające się padliną z zająca białoogonowego

Zające białoogonowe są prawdopodobnie najważniejszym pożywieniem dla średniej wielkości drapieżników, takich jak borsuk amerykański, kojot i ryś rudy, a także niewielkim pożywieniem uzupełniającym dla większych drapieżników, takich jak puma i wilk szary. Czasami atakują je węże (zwykle młode), a do drapieżników spośród ptactwa zaliczają się orły, jastrzębie i sowy. Orły przednie i bieliki amerykańskie to jedyne ptaki drapieżne na tyle duże, że regularnie polują na dorosłe osobniki, chociaż czasami upolować je mogą myszołowy królewskie i puchacze wirginijskie, choć te dwa ostatnie gatunki i inne duże ptaki drapieżne zwykle atakują młode.

## Ochrona
Białoogonowe zające często można spotkać w parkach miejskich i podmiejskich w zachodniej Kanadzie. Ludzie często znajdują młode zające same w ciągu dnia wiosną i błędnie zakładają, że zostały porzucone przez matki. W 2018 roku Edmonton Humane Society wydało publiczne oświadczenie, w którym apeluje, aby nie przywozić zajęcy do schronisk dla zwierząt.